# Ampicilline
L'ampicilline est un antibiotique à spectre large de la classe des bêta-lactamines agissant sur les bactéries Gram-positives et sur certaines bactéries Gram-négatives. Elle est largement utilisée pour traiter les infections des voies respiratoires, les infections urinaires, la méningite bactérienne, les salmonelloses et l'endocardite infectieuse. Elle est également employée dans le traitement des infections aux streptocoques B chez les nouveau-nés.
L'ampicilline est une molécule hémysynthétique découverte en 1961. Cet antibiotique fait partie de la liste des médicaments essentiels de l'Organisation mondiale de la santé. Il agit en inhibant la troisième et dernière étape de la synthèse de la paroi cellulaire bactérienne, conduisant ainsi à la lyse cellulaire. La molécule est en général bien tolérée, excepté pour les personnes allergiques à la pénicilline.

## Usage médical

### Traitement
L'ampicilline est la première pénicilline à « large spectre » disposant d'une activité antibiotique contre les bactéries Gram-positives et sur certaines bactéries Gram-négatives. Cet antibiotique réagit avec les Gram-positives comme Streptococcus pneumoniae, Streptococcus pyogenes, certaines souches de Staphylococcus aureus (excepté les souches résistantes à la pénicilline ou les souches résistantes à la méticilline) et certaines souches d'entérocoques. L'ampicilline a une action sur les bactéries Gram-négatives comme Neisseria meningitidis, Proteus mirabilis, certaines souches d'Haemophilus influenzae, d'Escherichia coli. Son spectre d'activité est amélioré par la co-administration de sulbactam, un médicament qui inhibe la bêta-lactamase, une enzyme produite par des bactéries responsables de l'inactivation de l'ampicilline et des antibiotiques apparentés.
Dans des régions de faibles résistances comme au Québec, l'ampicilline peut être employée sur des souches de Salmonella et Shigella.
L'ampicilline est utilisée en première intention pour le traitement des infections bactériennes ou très susceptibles de l'être. Cet antibiotique est employé contre les infections respiratoires communes, comme la sinusite, la bronchite et la pharyngite, ainsi que l'otite moyenne. En combinaison avec la vancomycine (qui fournit une couverture contre les pneumocoques résistant à l'ampicilline), il est efficace pour le traitement de la méningite bactérienne. Il est également utilisé pour traiter la listériose et les infections gastro-intestinales causées par la consommation d'eau ou d'aliments contaminés par Salmonella ou Shigella.
L'ampicilline est un agent de première ligne pour le traitement des infections nosocomiales, causées par des entérocoques généralement résistantes à d'autres antibiotiques, telles que l'endocardite, la méningite et les infections des voies urinaires associées aux cathéters.

### Espèces résistantes
Bien que l'ampicilline soit un antibiotique à spectre large, son mécanisme d'action reste celui d'une béta-lactamine. Elle agit en se fixant à la paroi bactérienne et ne peut donc atteindre les bactéries intra-cellulaires telles que Rickettsia, Chlamydia, Mycoplasma ou Mycobacterium.

### Sensibilité de quelques espèces pathogènes
| Micro-organisme                                  | CMI50 (μg/ml) | CMI90 (μg/ml) | gamme (μg/ml) |
| ------------------------------------------------ | ------------- | ------------- | ------------- |
| Entérocoque                                      | -             | -             | 0,12 - 128    |
| Escherichia coli avec béta-lactamase             | 32            | 64            | 4 → 256       |
| Escherichia coli sans béta-lactamase             | 8             | 16            | <0,5 - 64     |
| Haemophilus influenzae                           | 0,25          | 1             | 0,12 - 1      |
| Haemophilus influenzae résistant à l'ampicilline | 16            | 128           | 4 - 128       |

Le dictionnaire Vidal indique pour l'ampicilline en association avec le sulbactam des concentrations de sensibilités inférieures à 4 mg/l et des concentrations pour les souches résistantes supérieures à 16 mg/l.

## Effets secondaires et contre-indications
L'ampicilline est une molécule faiblement toxique. Les effets secondaires observés les plus fréquents sont des éruptions cutanées,, des nausées et la diarrhée. Elle peut provoquer dans de très rares cas des œdèmes de Quincke, de l'anaphylaxie ou des colites à Clostridium difficiles.

## Mode d'action
L'ampicilline est capable de pénétrer dans les bactéries Gram-positives et dans certaines bactéries Gram-négatives. Elle se distingue de la pénicilline G ou benzylpénicilline par la présence d'un groupe amino qui permet au médicament de pénétrer la membrane externe des bactéries Gram-négatives.
L'ampicilline agit comme un inhibiteur irréversible de la transpeptidase, une enzyme indispensable aux bactéries pour la synthèse de leurs parois cellulaires. Elle inhibe la troisième et dernière étape de la synthèse de la paroi bactérienne et conduit à la lyse cellulaire. L'ampicilline est bactériolytique, elle dispose d'une activité similaire à l'amoxicilline.

## Pharmacocinétique
L'ampicilline existe sous forme orale, intraveineuse ou intramusculaire. À la suite d'une injection intramusculaire de 1 gramme, le pic sérique est d'environ 15  à   18 µg/ml une heure après l'injection ; pour une injection intraveineuse de 0,50 gramme, le pic sérique est d'environ 50 µg/ml. La demi-vie de cet antibiotique est de 1 heure en moyenne chez un individu disposant de fonctions rénales normales.
L'ampicilline est trouvée dans la plupart des tissus et milieux biologiques, on la retrouve à des taux thérapeutiques dans les sécrétions bronchiques, les sinus, la salive, l'humeur aqueuse, le liquide céphalo-rachidien. Cette molécule est également trouvée dans le liquide amniotique et aussi dans le lait maternel.

## Découverte
En 1959, les travaux de Doyle et Nayler ont permis d'isoler l'acide 6-aminopénicillanique, le noyau de base de la pénicilline. Il est alors possible de proposer des molécules hémysynthétiques ayant pour base l'acide 6-aminopénicillanique. En 1961, la même équipe synthétise l'ampicilline.

## Divers
L'ampicilline fait partie de la liste des médicaments essentiels de l'Organisation mondiale de la santé (liste mise à jour en juin 2017).

## Vers un usage en optoélectronique?
Après avoir testé la pénicilline, de l'ampicilline a récemment (2019) été utilisée pour améliorer l'efficacité quantique de diodes électroluminescentes organiques (OLED) en l'ajoutant à un matériau optoélectronique déjà très utilisé. Les charges se distribuent alors sur la structure moléculaire particulière de l'ampicilline d'une manière telle qu'elles facilitent la production  d'un dipôle interfacial de grande ampleur. Une fusion optimale de ces deux matériaux permet un alignement de bande interdite amélioré, un équilibre de charge et des excitons agrégés J/H. Les auteurs de cette expérience jugent que l'ampicilline a des propriétés optoélectroniques lui donnant un haut potentiel d'amélioration des OLED et du photovoltaïque.